# Georges Bach
Georges Bach (Lussemburgo, 12 giugno 1955) è un politico lussemburghese, europarlamentare per il Partito Popolare Cristiano Sociale.

## Biografia
Esponente del Partito Popolare Cristiano Sociale, alle elezioni europee del 2009 è stato eletto europarlamentare.